# Un peu de conversation
Un peu de conversation (en anglais, Conversation Piece) est un tableau réalisé par l'artiste peintre américaine Lilly Martin Spencer vers 1851-1852. Cette peinture à l'huile sur toile de 71,9 × 57,5 cm représente une famille dans un intérieur bourgeois. Elle est conservée au Metropolitan Museum of Art, à New York avec le tableau Young Husband: First Marketing de 1854.

## Description
Utilisant ses proches et elle-même dans cette composition, elle dévoile également son héritage familial français par la présence du compotier en porcelaine de Limoges et la lampe Carcel.